# Seth Paintsil
Seth Paintsil (* 20. Mai 1996) ist ein ghanaischer Fußballspieler.

## Karriere
Paintsil kam 2013 von Red Bull Ghana zum BA Stars FC, für den er in der Premier League zum Einsatz kam. Im Mai 2015 wechselte er nach Finnland zum FF Jaro. Sein Debüt in der Veikkausliiga gab er im selben Monat, als er am sechsten Spieltag der Saison 2015 gegen Rovaniemi PS in der 73. Minute für José Manuel Rivera eingewechselt wurde. Zwischen 2015 und 2017 kam er neben seiner Tätigkeit bei Jaro zudem zu sieben Einsätzen für den Jakobstads BK in der Kakkonen. Mit Jaro stieg er 2015 in die Ykkönen ab.
Seine ersten beiden Treffer in der zweithöchsten finnischen Spielklasse erzielte er im Juni 2017 bei einem 2:1-Sieg gegen Oulun Palloseura. In der Saison 2017 absolvierte er für Jaro 25 Spiele in der Ykkönen und erzielte dabei zehn Treffer. Mit seinen zehn Toren war er in jener Saison viertbester Torschütze der Liga und hinter Christian Eissele zweitbester Torschütze seines Vereins.
Im August 2018 wechselte er zum österreichischen Bundesligisten FC Admira Wacker Mödling. Bei seinem Debüt für die Admira in der Bundesliga im September 2018 bei einer 3:2-Niederlage gegen den SK Sturm Graz erzielte er mit dem Treffer zum zwischenzeitlichen 1:1 auch sein erstes Tor für den Verein. In zwei Spielzeiten in Niederösterreich kam er zu 33 Bundesligaeinsätzen, in denen er zwei Tore erzielte. Zur Saison 2020/21 wechselte er zum Ligakonkurrenten SV Ried. Für Ried kam er zu elf Bundesligaeinsätzen, in denen er ein Tor erzielte. Nach der Saison 2020/21 verließ er den Verein wieder.
Daraufhin wechselte er im Juli 2021 weiter innerhalb der Bundesliga zum TSV Hartberg, bei dem er einen bis Juni 2023 laufenden Vertrag erhielt. In der Saison 2021/22 kam er zu 20 Bundesligaeinsätzen, in denen er viermal traf. In der Saison 2022/23 absolvierte er bis zur Winterpause elf Ligapartien. Nachdem mit Markus Schopp ein neuer Trainer bestellt worden war, schaffte es der Angreifer allerdings im Frühjahr nicht ein Mal mehr in den Spieltagskader. Daraufhin wurde sein Vertrag im April 2023, kurz vor seinem regulären Vertragsende, aufgelöst.
Seit dem Sommer 2023 ist Paintsil nun auf Malta in der Maltese Premier League aktiv, die erste Saison verbrachte er bei den Ħamrun Spartans und aktuell spielt er für den FC Birkirkara.

## Persönliches
Sein Bruder Joseph (* 1998) ist ebenfalls Fußballprofi und spielt 2024 in der Major League Soccer für Los Angeles Galaxy.